# Оболонські та Каневські-Оболонські
Оболонські та Каневські-Оболонські — козацько-старшинський, згодом — дворянський рід, що походить від Василя Івановича Оболонського (р. н. невід. — п. до 1716), сосницького сотника (1715). Старший із синів родозасновника — Дем'ян Васильович Оболонський (р. н. невід. — п. 1758) — генеральний бунчужний (1741–52), генеральний осавул (1752) і генеральний суддя (1758), а молодші — Михайло Васильович Оболонський, ямпольський сотник (1729–31), та Василь Васильович Каневський-Оболонський, чернігівський полковий суддя (1727–32). Інші представники роду посідали уряди військових товаришів та бунчукових товаришів. Дем'ян Дем'янович Оболонський (1742 — р. с. невід.), онук родозасновника, був дійсним статським радником, генеральним суддею 2-го департаменту Полтавського генерального суду (1803–04). Його онук — Олександр Олександрович Оболонський (1823–77) — відомий громадський діяч і журналіст, гласний Полтавського губернського земства, гласний Харківської думи і член міської управи, засновник харківського притулку для немовлят, редактор і видавець часопису «Народное чтение» (1859–60). Син Олександра — Микола Олександрович Оболонський (1856—1913) — відомий учений, доктор медицини (1886), професор суд. медицини Харківського (1886) і Київського (1889) університетів, декан медичного ф-ту Київ. ун-ту (з 1902), почесний член Паризького антропологічного товариства (з 1889), дійсний статський радник (1902), автор низки наукових праць.
Рід внесено до 2-ї та 3-ї частин Родовідної книги Чернігівської губ., а герб — до 7-ї частини «Общего гербовника дворянских родов Всероссийской империи».
Існують також однойменні роди зовсім іншого походження.